# Мухаммад аль-Газали
Муха́ммад аль-Газа́ли ас-Сакка́ (1917—1996) (араб. محمد الغزالي السقا‎) — мусульманский духовный лидер и учёный, чьи труды «повлияли на поколения египтян». Автор 94 книг, шейх Газали привлек внимание многих своими трудами, которые стремились интерпретировать ислам и Коран в современном свете. Он сделал вклад в возрождение ислама в Египте в современном свете. Другой источник называет его «одним из наиболее уважаемых шейхов в мусульманском мире».

## Ранние годы
Мухаммад аль-Газали родился в 1917 году в маленьком городе Никла аль-Инаб, на юго-востоке от прибрежного порта Александрии в мухафазе Бухейра. Он окончил Университет Аль-Азхар в 1941 году. Преподавал в Университете Умм Аль-Кура в Мекке, Университете Катара и Исламском университете им. эмира Абд аль-Кадира в Алжире.

## Деятельность
Шейх аль-Газали был председателем Академического Совета Международного института исламского учения в Каире. Он является автором более шестидесяти книг, многие из которых переведены на разные языки и получили награды, включая Орден Республики Египет первой степени (1988), премию короля Фейсала (1989) и Награду за высокое мастерство от Пакистана.

Аль-Газали известен на Западе благодаря заявлениями в поддержку убийц секулярного автора Фарага Фоды. Перед египетским судом аль-Газали говорил: 
Любой, кто открыто противостоял полной имплементации исламского права был вероотступником, который должен быть убит или правительством или верующими 
В мусульманском мире аль-Газали «не только ассоциировался с воинственным процессом». Он «часто появлялся на государственном телевидении и проповедовал в одной из крупнейших мечетей Каира». В 1989 он написал книгу, в которой жёстко критиковал то, что он называл «литерализмом, и антиинтерпретативным подходом к толкованию исламских текстов» сторонниками течения ахль аль-хадис. Книга способствовала организации «нескольких крупных конференций… в Египте и Саудовской Аравии», на которых критиковали книгу, были опубликованы обширные статьи с опровержением в саудовской газете «Аш-Шарк аль-Авсат», главный офис которой располагается в Лондоне, и статьи других деятелей, которые обвиняли аль-Газали и сомневались в «его намерениях и компетентности».

Согласно информации Аны Белен Соаге во время суда за убийство Фарага Фоды, аль-Газали утверждал: 
Если государство не наказывает вероотступника то кто-то другой сделает это. 
После попытки убийства египетского президента Хосни Мубарака организацией «Египетский исламский джихад» во время его визита в Эфиопию в июне 1995 года, «шейх Газали был из числа выдающихся исламских духовных лидеров, которые приехали к президентскому дворцу поздравить господина Мубарака с возвращением».

## Личная жизнь и смерть
Мухаммад аль-Газали был женат, имел 7 детей. Он был похоронен в Медине (Саудовская Аравия) и остаётся уважаемым шейхом в Египте даже после его смерти.

## Работы
Некоторые из его работ:
- Ислам и современная экономика
- Ислам и политическая деспотия
- Фанатизм и толерантность между христианством и исламом
- Фикх аль-серая
- Тафсир Корана
- Не по Исламу
- Наше интеллектуальное наследие
- Обновление жизни
- Ислам и проблемы женщин
- Сунна Пророка: между юристами и знатоками хадисов